# فيل روث
فيل روث (بالإنجليزية: Philip Roth)‏ هو ممثل أمريكي، ولد في 6 يوليو 1930 في الولايات المتحدة، وتوفي في 15 يوليو 2002 بلوس أنجلوس في الولايات المتحدة.

## أعمال

### أفلام
- (1975) أحدهم طار فوق عش الوقواق[2]

## وصلات خارجية
- فيل روث على موقع IMDb (الإنجليزية)
- فيل روث على موقع أول موفي (الإنجليزية)
- فيل روث على موقع قاعدة بيانات الأفلام السويدية (السويدية)
- فيل روث على موقع كينوبويسك (الروسية)